# Дудкін Федір Львович
Федір Львович Дудкін — український фізик, фахівець з теорії та методів вимірювання електричних та магнітних полів у дисипативних середовищах; старший науковий співробітник Львівського центру Інституту космічних досліджень та Державного космічного агентства України.

## Біографічні дані
У 1994 році захистив дисертацію "Дослідження параметрів систем морського електромагнітного зондування з прямолінійними джерелами поля" на здобуття наукового ступеня кандидата технічних наук.
З 1996 року працює у Львівському центрі Інституту космічних досліджень та Державного космічного агентства України.

## Праці
- Исследование распространения вистлерных волн в проекте "Ионосат-Микро"/ Ч. Ференц, Ф. Л. Дудкин, В. Е. Корепанов, Г. В. Лизунов, Я. Лихтенбергер// Космический проект «Ионосат-Микро»: монография / Под общ. ред. С.А. Засухи, О.П. Фёдорова. — Киев: Академпериодика, 2013. — С. 46 - 52.
- Оценка требований к платформам микро- и наноспутников в контексте длительных измерений магнитного поля Земли/ Ф. Л. Дудкин, Д. Ф. Дудкин// Космический проект «Ионосат-Микро»: монография / Под общ. ред. С.А. Засухи, О.П. Фёдорова. — Киев: Академпериодика, 2013. — С. 53 - 68.
- Розробка комплексу  апаратури  для  перспективних  космічних  досліджень/ В. Є. Корепанов, А. А. Лукенюк, В. О. Проненко, Ф. Л. Дудкін, А. А. Марусенков, С. Г. Шендерук// Космічна наука і технологія. — 2015. — Т. 21. № 2.— С. 15 - 26.
- Estimation of received signals at Earth’s surface in INTMINS experiment/ F. Dudkin, V. Korepanov // Abstract Books of 8th Scientific Assembly of IAGA, Uppsala, Sweden, 1997, p. 347.
- New methodology for active monitoring of seismic hazard area/ F. Dudkin, A. De Santis, V. Korepanov,// Proceedings of the 3rd International Workshop on Magnetic, Electric and Electromagnetics Methods in Seismology and Volcanology (MEEMSV-2002, SEPTEMBER 3-6, 2002, Moscow, Russia), pp. 160-161.
- Possibilities of earthquake preparation process detection with electromagnetic precursors/ Korepanov V.Ye., Dudkin, F.L.// Book of Abstracts of International Conference on Problems of Geocosmos, May 23-27, 2006, St. Petersburg, Russia, 125-126.
- New instrument for wave activity study. Digest of the 7th Int. Symposium of the Int./ V. Korepanov, F. Dudkin, G. Lizunov.// Academy of Astronautics «Small Satellites for Earth Observation». Berlin, May 4-8, 2009. P. 187—190.
- Possibility of IGRF model upgrade using microsatellite service magnetometer. Digest of the 7th Int. Symposium of the Int. / S. Belyayev, F. Dudkin, V. Korepanov, О. Leontyeva. // Academy of Astronautics «Small Satellites for Earth Observation». Berlin, May 4-8, 2009. P. 565—568.
- Experiment VARIANT — first results from Wave Probe instrument./F. Dudkin, V. Korepanov, G. Lizunov.//  Advances in Space Research. Volume 43, Issue 12, 1904—1909 (2009).
- Fluxgate magnetometers application onboard UAVs features./ F. Dudkin, V. Pronenko, V. Korepanov// 2021 IEEE International Workshop on Metrology for AeroSpace,MetroAeroSpace 2021 - Proceedings, 2021, pp. 116–120,

## Нагороди
- Державна премія України в галузі науки і техніки за роботу «Космічні системи, прилади та методи діагностики електромагнітних полів у геокосмосі» (2008).